# Sō Kawahara
Sō Kawahara (japanisch 河原 創 Kawahara Sō; * 13. März 1998 in Yamaga, Präfektur Kumamoto) ist ein japanischer Fußballspieler.

## Karriere
Sō Kawahara erlernte das Fußballspielen in den Jugendmannschaften vom Yamaga FC und Solesso Kumamoto/JFA Academy Kumamoto Uki, in der Schulmannschaft der Kumamoto Ozu High School sowie in der Universitätsmannschaft der Universität Fukuoka. Seinen ersten Vertrag unterschrieb er im Februar 2020 bei Roasso Kumamoto. Der Verein, der in der Präfektur Kumamoto beheimatet ist, spielte in der dritten japanischen Liga, der J3 League. Sein Drittligadebüt gab Sō Kawahara am 27. Juni 2020 im Heimspiel gegen den Kagoshima United FC. Hier wurde er in der 90. Minute für Shōta Aizawa eingewechselt. 2021 feierte er mit Kumamoto die Meisterschaft der dritten Liga und den Aufstieg in die zweite Liga. Nach insgesamt 103 Ligaspielen wechselte er im Januar 2023 nach Tosu zum Erstligisten Sagan Tosu. Nach 60 Ligaspielen wechselte er im August 2024 zum ebenfalls in der ersten Liga spielenden Kawasaki Frontale. Am 3. Mai 2025 stand er mit Frontale im Finale der AFC Champions League Elite. Hier musste man sich jedoch dem saudi-arabischen Vertreter al-Ahli mit 2:0 geschlagen geben.

## Erfolge
Roasso Kumamoto
- Japanischer Drittligameister: 2021  ▲

Kawasaki Frontale
- AFC Champions League Elite-Finalist: 2024/25